# Joop Reynolds

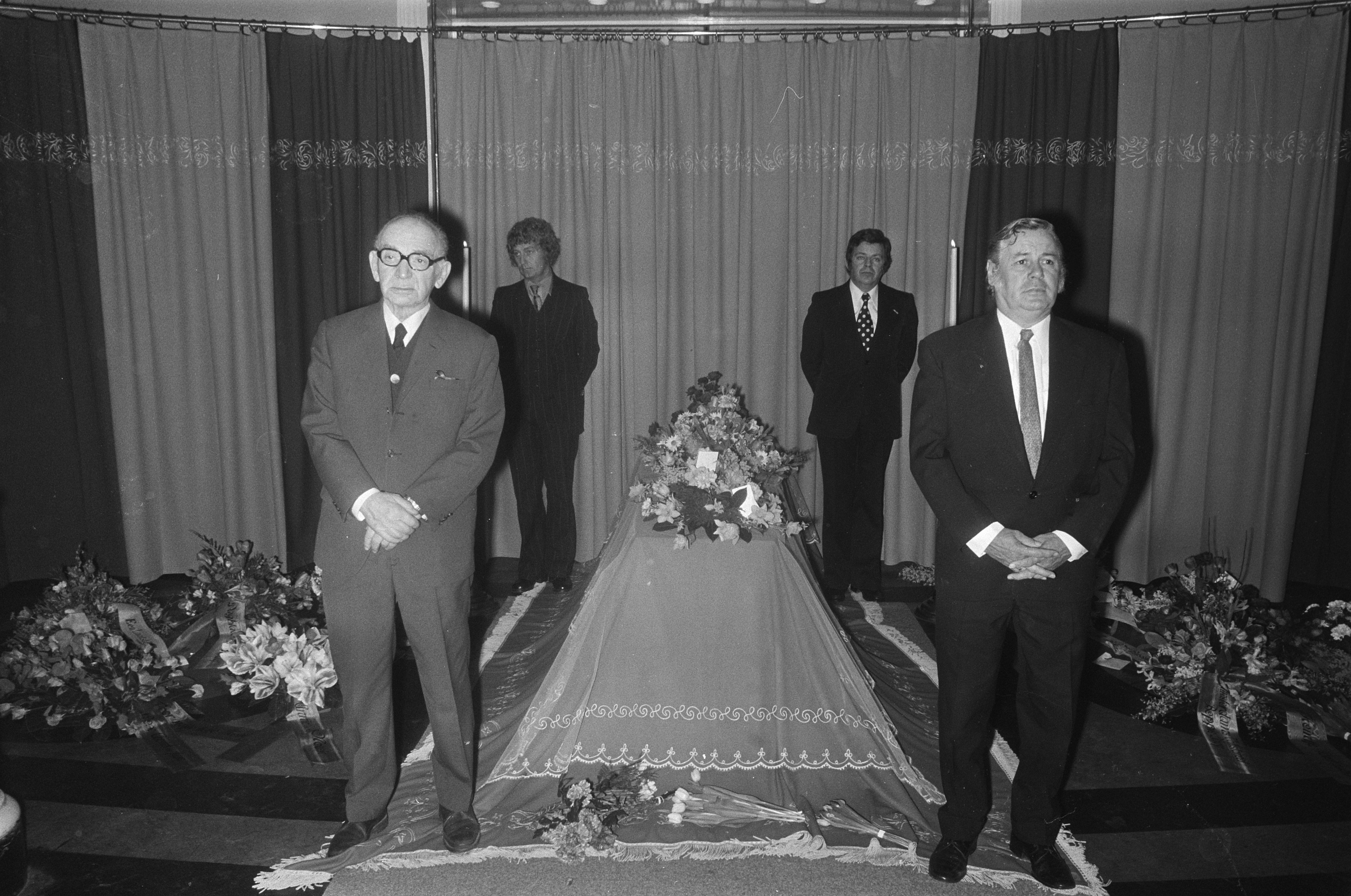
Heintje Davids opgebaard in Carré, Amsterdam; bij de baar Reynolds (achteraan rechts) e.a.

Joop Reynolds (pseudoniem van Johan Evert Hendrik (Joop) van Vulpen) (Utrecht, 29 september 1927 – Nieuwegein, 30 april 2014) was een Nederlandse componist en pianist. Hij begeleidde in de jaren 60 en 70 vele Nederlandse artiesten in het schnabbelcircuit. Hij was tevens de componist van het herkenningsnummer van de tv-serie Pipo de Clown.

## Levensloop
Van Vulpen werd geboren in Utrecht en volgde daar vanaf eind jaren 40 de opleiding klassiek piano aan het conservatorium. Omdat hij van zijn docenten niet mocht schnabbelen in het lichtere genre, besloot hij een artiestennaam aan te nemen. Hij koos voor Joop Reynolds, naar de Amerikaanse ondernemer Milton Reynolds, die de eerste balpen op de markt bracht (als tegenhanger van zijn echte naam, Vulpen).
In 1958 ontmoette hij Wim Meuldijk, schrijver en bedenker van Pipo de Clown. Samen schreven ze het openingsliedje voor de tv-serie (Pipo de Clown en Mamaloe / maken van hun leven een heerlijk ratjetoe).
Reynolds begeleidde vele Nederlandse artiesten, onder wie Rijk de Gooyer, Johnny Kraaykamp, Mieke Telkamp en Lee Towers. Hij werkte ook met buitenlandse artiesten die in Nederland optraden, onder wie Josephine Baker.
Hij werkte in die tijd voor een aantal omroepen, onder meer voor de TROS, waarvoor hij het succesvolle operetteprogramma Ein Abend in Wien produceerde.
Met het verdwijnen van het schnabbelcircuit in de jaren 80, raakte Reynolds ook een groot deel van zijn werk kwijt. In de laatste jaren van zijn carrière was hij vaak achter de piano te vinden in Utrechtse restaurants en andere gelegenheden.
Op 30 april 2014 overleed Reynolds op 86-jarige leeftijd in het Antonius Ziekenhuis in Nieuwegein. Aangezien Reynolds zijn lichaam aan de wetenschap had gedoneerd is zijn as pas op 27 augustus 2016 op de begraafplaats Oud-Zuilen ter aarde besteld.

## Oorlogsmonument
Reynolds was tevens bestuurslid van het Utrechtse comité dat de herdenkingen en vieringen van 4 en 5 mei organiseerde. In die functie heeft Reynolds jarenlang geijverd voor erkenning van de Engelse bevrijders van Utrecht, de Polar Bears. Mede dankzij Reynolds' inzet werd in 1991 een monument voor de Polar Bears opgericht in de Biltstraat in Utrecht. Het monument stelt een witte ijsbeer voor.